# Moha Souag
 (mai 2016).
Œuvres principales
- Les années U (roman, 1988)
- La Femme du soldat (roman, 2003)
- Thé amer (1997)
- Nos plus beaux jours (roman, 2014)

Moha Souag est un écrivain marocain et professeur de français, né en 1949 à Taous (Boudnib).

## Biographie
Moha Souag est né à Boudenib, dans le sud-est du Maroc où il a longtemps enseigné le français. Il fait ses études primaires et secondaires au Lycée Sijilmassa de Ksar-es-souk (Errachidia) puis des études de droit et de littérature à Rabat et à Fès. Il a obtenu le prix de la meilleure nouvelle française en 1991, prix organisé par RFI[réf. nécessaire]. Son texte L'année de la chienne a été publié avec les lauréats de ce prix par la maison d'édition Seghers dans un recueil intitulé Mort d'un seigneur en 1991. 
Il a obtenu aussi le prix Grand Atlas, au Maroc, pour son roman Nos plus beaux jours. Il a tourné quelques documentaires dont l'un a obtenu le prix du cinéma méditerranéen de Tétouan en 1986[réf. nécessaire]. 
Moha Souag a collaboré à diverses revues comme Europe, Les Écrits du Québec, Souka Dakar... 
Il est l'auteur de plusieurs romans et recueils de nouvelles dont certains sont traduits en turc et en arabe

## Œuvres
- Mon ex a appelé, 2021
- Nos plus beaux jours, 2014[2]
- La semaine où j'ai aimé[3]
- Le Grand Départ
- Indiscrétion des cocottes, nouvelles, 2011
- Contes à Moha[4]
- Et plus si affinités
- La Femme du soldat
- Les Joueurs, 1999[5]
- Un barrage de sucre, 2011
- Le grand départ, nouvelles, 2001
- Thé amer, 1997[6],[7]
- Iblis, conte satirique, 2000
- Les années U
- L'année de la chienne

### Traduit en arabe
- Nos plus beaux jours, (par Farid Zahi)

### Traduit en turc
- Iblis, 2008  (ISBN 978-9944115520)

## Récompenses
- 1986 : prix de la meilleure nouvelle en langue française de RFI
- 1991 : prix de la meilleurs nouvelle française
- 2014 : prix Grand Atlas pour Nos plus beaux jours[8]